# Baltistik
Die Baltistik ist ein Fachgebiet der modernen europäischen Philologie, das sich mit den baltischen Sprachen und der Geschichte, Kultur und Mythologie der baltischen Völker befasst. Diese leben (neben einigen anderen Völkern) im Baltikum. Zu den baltischen Völkern gehören aus philologischer, d. h. sprachhistorischer Sicht die Litauer, die Letten und mehrere ausgestorbene baltische Stämme, nicht jedoch Deutsch-Balten, Esten, Liven und Russen (siehe Balten (Begriffsklärung)).

## Allgemeines
Von besonderem Forschungsinteresse war lange Zeit die Frage nach einer historischen baltisch-slawischen Spracheinheit (Balto-slawische Hypothese).
Durch die Öffnung des Eisernen Vorhangs und den EU-Beitritt der baltischen Länder wuchs zunächst das akademische Interesse an der Baltistik. Zugleich ist die Baltistik als Orchideenfach besonders von der Ökonomisierung der Hochschullandschaft betroffen und wie andere kleine Fächer in ihrem Bestand bedroht.

## Baltistik in Deutschland
Obwohl die Baltistik in der deutschen Hochschulpolitik des letzten Jahrzehnts (Stand 2019) nur als kleines Fach eingestuft wird, hat sie im deutschsprachigen Raum eine lange Tradition. Die Existenz des Faches geht bis auf das Jahr 1718 zurück, in dem der preußische König an der Universität Königsberg zur Theologenausbildung das „Litthauische Seminar“ gründete, das bis zum Zweiten Weltkrieg bestand. Vor allem im 19. Jahrhundert arbeiteten dort namhafte Sprachwissenschaftler wie Ludwig Rhesa und Friedrich Kurschat.
Nach dem Zweiten Weltkrieg wurde Baltistik bzw. Baltologie als Studiengang bzw. als Promotionsfach vor allem an der Westfälischen Wilhelms-Universität Münster, der Friedrich-Alexander-Universität Erlangen-Nürnberg und der Ludwig-Maximilians-Universität München angeboten. Nach dem Ende des eigenständigen Studiengangs Baltistik in Münster wurde die dortige Baltistik in den Bachelorstudiengang Regionalstudien Ostmitteleuropa integriert. Inzwischen (Stand 2015) werden auch in diesem Studiengang keine neuen Studierenden mehr angenommen. Im Wintersemester 2015/16 bot die Universität Münster nur noch Sprachkurse an.
Baltistik als selbständiger Studiengang existiert in Deutschland nur noch an der Ernst-Moritz-Arndt-Universität Greifswald (Stand 2020), an der seit 1993 auch das unikale Institut für Baltistik angesiedelt ist und eine sprach-, literatur- und kulturwissenschaftliche Lettisch- und Litauischausbildung angeboten wird. Die Lehrstuhlinhaber dieses Instituts waren anfangs Sprachwissenschaftler; der derzeitige Inhaber des Lehrstuhls für Baltistik, Stephan Kessler, ist aber ebenso gut Literaturwissenschaftler.
An einigen Universitäten können Teilgebiete der Baltistik als Nebenfach gewählt werden, besonders im Zusammenhang mit Osteuropastudien oder Indogermanistik. An der Universität Erlangen-Nürnberg ist Baltistik seit dem Wintersemester 2007/2008 Teil des Bachelorstudiengangs Indogermanistik und Indoiranistik. Seit 2015 kann am Institut für Empirische Sprachwissenschaft der Johann Wolfgang Goethe-Universität Frankfurt am Main im Rahmen eines Schwerpunktstudiums ein Abschluss in Baltistik erworben werden. Spätestens seit 2014 können Kurse in Litauisch und Lettisch auch an der Johannes Gutenberg Universität Mainz im Rahmen des BA-Kernfachs Linguistik mit einem Schwerpunkt auf die nordischen und baltischen Sprachen belegt werden.

## Baltistik in anderen Ländern
Das Institut für Slavistik an der Universität Bern nannte sich bis in die 1990er Jahre „Institut für slavische und baltische Sprachen“ (teilweise wird es noch heute so bezeichnet). Infolge von Sparmaßnahmen werden an der Universität Bern jedoch keine Baltistik und keine baltischen Sprachen mehr unterrichtet. An der Universität Fribourg wird seit einigen Jahren Litauisch unterrichtet, ohne dass es jedoch einen Studiengang Baltistik gäbe. An der Universität Neuenburg bestand bis in die 1980er Jahre die Möglichkeit, die baltischen Sprachen zu erlernen.
Das Institut für Skandinavistik an der Universität Wien bietet einen 1-Semester umfassenden Schwerpunkt in Ostseeraumstudien sowie einen Sprachkurs für Litauisch an.
An der Universität Stockholm kann man Kurse zur Sprache, Geschichte und Kultur Litauens und/oder Lettlands belegen. An der Hochschule Södertörn gibt es auch ein interdisziplinäres Graduiertenkolleg für baltische und osteuropäische Studien.

## Bibliotheken
- Vifanord - Virtuelle Fachbibliothek Nordeuropa und Ostseeraum